# Bill Green
William E. "Bill" Green (nacido el 8 de diciembre de 1940 en Gadsden, Alabama y fallecido el 15 de marzo de 1994) fue un jugador de baloncesto estadounidense que disputó ocho temporadas de la CBA. Con 1,98 metros de estatura, jugaba en la posición de alero.

## Trayectoria deportiva

### Universidad
Jugó durante tres temporadas con los Rams de la Universidad Estatal de Colorado, en las que promedió 22,5 puntos y 9,6 rebotes por partido. Conserva en la actualidad varios récords de su universidad, como el de más tiros de campo y más tiros libres anotados, siendo el segundo máximo anotador de la historia de los Rams.

### Profesional
Fue elegido en la novena posición del Draft de la NBA de 1963 por Boston Celtics, pero nunca llegó a deburtar en la liga. Jugó una temporada en la AAU, con los Denver-Chicago Trucking, para posteriormente dar el salto a la CBA, donde jugaría a lo largo de 8 temporadas en cuatro equipos diferentes. Fue campeón de liga en dos ocasiones, en 1979 con los Wilkes-Barre Barons y en 1981 con los Scranton Apollos. Su mejor temporada fue la de 1968, en la que promedió 25,4 puntos y 13,3 rebotes por partido.